# Roman Kulikowski
Roman Włodzimierz Kulikowski (ur. 1 marca 1928 w Nowym Mieście Lubawskim, zm. 1 grudnia 2017) – polski profesor nauk technicznych, naukowiec, teoretyk sterowania.

## Życie i działalność naukowa
Pochodzi z rodziny inteligenckiej. Jego ojciec Edward Jan Kulikowski był naczelnikiem poczty w Nowym Mieście Lubawskim, zaś matka Genowefa Helena Kulikowska (z d. Zelek) – nauczycielką Publicznej Szkoły Powszechnej w tej miejscowości. Za działalność patriotyczną zostali w pierwszych miesiącach II wojny światowej aresztowani przez Selbstschutz i rozstrzelani 30 października 1939. Osierocili dwoje dzieci: wspomnianego Romana i Juliusza Lecha (ur. 1931).
W latach 1945–1949 studiował radiolokację na Wydziale Elektrycznym Politechniki Warszawskiej. W 1952 roku został magistrem nauk technicznych. Od grudnia 1950 r. do lutego 1954 r. odbył studia aspiranckie w Związku Radzieckim w Moskiewskim Elektrotechnicznym Instytucie Łączności, uzyskując w grudniu 1953 r. stopień naukowy kandydata nauk technicznych. Pracę zawodową rozpoczął w kwietniu 1954 r. w Politechnice Warszawskiej na Wydziale Łączności, początkowo w Katedrze Radiolokacji. Następnie pracuje w Katedrze Automatyki i Telemechaniki oraz w Zakładzie Teorii Łączności IPPT PAN. Otrzymał przy tym tytuł zastępcy profesora, a w kwietniu 1956 r. tytuł naukowy docenta.
Od lipca 1961 do sierpnia 1962 przebywał w Nowym Jorku jako visiting associate professor w Columbia University, prowadząc wykłady dla doktorantów z zagadnień teorii układów optymalnych. Po powrocie do kraju objął funkcję p.o. kierownika Zakładu Teorii Łączności IPPT PAN. W styczniu 1964 został profesorem nadzwyczajnym Politechniki Warszawskiej. W roku akademickim 1964–1965 jako visiting professor prowadził wykłady seminaryjne z zagadnień teorii układów optymalnych i adaptacyjnych. Prowadził tam również badania z zakresu teorii systemów wielkich. W roku 1970 przez 3 miesiące przebywał w USA jako visiting professor w University of Minnesota w Minneeapolis.
Od stycznia 1966 przeszedł do pracy w Instytucie Automatyki PAN, gdzie został kierownikiem Zakładu Teorii Optymalizacji. Od marca 1969 do maja 1971 był zastępcą dyrektora ds. naukowych w tym instytucie.
W grudniu 1967 został członkiem korespondentem PAN, zaś w grudniu 1976 został członkiem rzeczywistym PAN. W lipcu 1970 otrzymał tytuł profesora nauk technicznych.
Od czerwca 1971 do listopada 1976 był dyrektorem Centrum Obliczeniowego PAN. Od stycznia 1972 do grudnia 1974 był zastępcą Sekretarza Naukowego PAN. Od stycznia 1972 do grudnia 1977 był członkiem prezydium PAN. 1 grudnia 1976 został dyrektorem powoływanego Instytutu Badań Systemowych PAN, był nim do maja 1998.
W latach 1978–1979 pracował w Międzynarodowym Instytucie Stosowanej Analizy Systemowej w Austrii w Laxemburgu. Zajmował się tam modelami rozwoju kraju oraz modelami regionalnymi na przykładzie rozwoju regionu Górnej Noteci.
W 1991 został przewodniczącym rady Fundacji Krzewienia Nauk Systemowych, powstałej z inicjatywy Leszka Kuźnickiego, Wiceprezesa i Sekretarza Naukowego PAN.
W połowie 1995 z jego inicjatywy powstało zaoczne studium zarządzania, marketingu i teleinformatyki dla pracowników TP S.A., współtworzone przez Instytut Badań Systemowych PAN, Akademię Obrony Narodowej oraz Telekomunikację Polską S.A.
W 1996 z jego inicjatywy jako przewodniczącego rady Fundacji Krzewienia Nauk Systemowych została zorganizowana przez tę Fundację Wyższa Szkoła Informatyki Stosowanej i Zarządzania w Warszawie, prowadząca studia zawodowe na 2 kierunkach: informatyka oraz zarządzanie i marketing. Jej rektorem został Roman Kulikowski.
Na dorobek naukowy Romana Kulikowskiego do roku 1999 składało się 219 publikacji i opracowań naukowych, w tym 7 książek monograficznych (w tym 2 wydania zagraniczne), 18 książek powstałych pod jego redakcją, 192 artykuły i referaty oraz 2 patenty. Większość publikacji (czyli 138) jest w języku angielskim. Zainteresowania naukowe Kulikowskiego skupiały się w następujących grupach tematycznych:
- teoria układów elektrycznych (27 prac, w tym monografia: Wstęp do syntezy liniowych układów elektrycznych),
- optymalne i adaptacyjne układy automatyki (27 prac, w tym monografia: Optymalne i adaptacyjne procesy w układach regulacji automatycznej, przetłumaczona na język rosyjski i niemiecki),
- teoria systemów wielkich (25 prac, w tym monografia: Sterowanie w wielkich systemach),
- analiza systemowa (52 prace, w tym monografia: Analiza systemowa i jej zastosowanie),
- modelowanie rozwoju kraju (35 prac),
- wspomaganie podejmowania decyzji (34 prace, w tym monografia: Wspomaganie decyzji inwestycyjnych),
- zarządzanie nauką i jej upowszechnianie (19 prac).

Poszerzony został później m.in. o współredakcję dwóch prac zbiorowych.
Jako dyrektor IBS PAN optował za kolegialnym kierownictwem, realizując najczęściej decyzje podjęte przez kolegium instytutowe. Dokonał kilku reorganizacji tego instytutu. W styczniu 1986 zlikwidował istniejące pracownie naukowe, zastępując je tematami badawczymi z nowymi kierownikami. W styczniu 1991 koordynację tematów badawczych przekazał kierownikom 8 nowo utworzonych kierunków badawczych. W styczniu 1994 zlikwidował zakłady naukowe i wprowadził piony badawcze. Po upływie jego kadencji zlikwidowano piony badawcze i wprowadzono pracownie.
W komitetach PAN był przewodniczącym, zastępcą przewodniczącego lub członkiem: Komitetu Nauk Organizacji i Zarządzania, Komitetu Informatyki, Komitetu Przestrzennego Zagospodarowania Kraju, Komitetu Problemów Energetyki, Komitetu ds. Eksploatacji Majątku Trwałego, Komitetu Prognozowania Rozwoju Kraju „Polska 2000”, Komitetu Automatyki, Komitetu Automatyki i Robotyki, oraz Komitetu Transportu.
Działał również w Radzie Naukowej Instytutu Automatyki PAN, Radzie Naukowej Instytutu Cybernetyki Stosowanej PAN, Radzie Naukowo-Programowej IOK PAN i MNSzWiT, Radzie Naukowej Centrum Cybernetyki Stosowanej i Informatyki IOK, Radzie Naukowej IPPT PAN oraz Radzie Naukowej IBS PAN.
Był członkiem Komitetu Nagród Państwowych w latach 1971–1991.
Do roku 1999 był promotorem 12 doktoratów.
Żonaty z Wandą z Wyszyńskich, ma dwóch synów.

## Nagrody
- Państwowa: Nagroda indywidualna II stopnia w dziedzinie nauki za osiągnięcia z dziedziny teorii optymalnych układów automatyki, lipiec 1964.
- Nagroda Sekretarza Naukowego za kierowanie zespołem i udział w badaniach problemów optymalnego sterowania, badań operacyjnych i wielkich systemów, listopad 1972.
- Nagroda Polskiego Towarzystwa Matematycznego za prace opublikowane w latach 1970–1971, maj 1973.
- Nagroda Sekretarza Naukowego za kierowanie zespołem i udział w opracowaniu metod optymalizacji i sterowania złożonych systemów rozwoju i produkcji, czerwiec 1973.
- Nagroda Sekretarza Naukowego za kierowanie zespołem i udział w opracowaniu modelowania i optymalizacji procesu produkcji wyrobów z metali szlachetnych, czerwiec 1974.
- Nagroda Sekretarza Naukowego za opracowanie monografii pt. Zastosowanie metod analizy systemowej do modelowania i kontroli środowiska, czerwiec 1975.

## Odznaczenia
- Krzyż Kawalerski Orderu Odrodzenia Polski, 1969.
- Srebrny Medal „Za zasługi dla obronności kraju”, 1971.
- Złoty Medal „Za zasługi dla obronności kraju”, 1974.
- Medal 30-lecia Polski Ludowej, 1974.
- Złota Odznaka honorowa „Za Zasługi dla Warszawy”, 1974.
- Odznaka Honorowa Miasta Poznania, 1974.
- Krzyż Komandorski Orderu Odrodzenia Polski, 1977.
- Order Sztandaru Pracy II klasy, 1984.

## Publikacje
- Kulikowski R., Wstęp do syntezy liniowych układów elektrycznych. PWN, Warszawa 1957.
- Kulikowski R., Optymalne i adaptacyjne procesy w układach regulacji automatycznej. PWN, Warszawa 1965.
- Kulikowski R., Optimalnyje i prisposobliwajuszczije procesy w sistiemach awtomaticzeskogo riegulirowanija. Izdatielstwo Nauka, Gławnaja redakcja fiziko-matematiczeskoj literatury, Moskwa 1967.
- Kulikowski R., Sterowanie w wielkich systemach. WNT, Warszawa 1970.
- Kulikowski R., Optimale und Adaptive Prozesse in Regelungssystemen. Verlag Technik, Berlin 1974.
- Kulikowski R., Analiza systemowa i jej zastosowanie. PWN, Warszawa 1977.
- Kulikowski R., Libura M., Słomiński L., Wspomaganie decyzji inwestycyjnych. IBS PAN, Warszawa 1998. Seria: Badania Systemowe, T. 21. ISBN 83-85847-09-X.
- Kulikowski R., Kacprzyk J., Słowiński R., red., Badania operacyjne i systemowe 2004. Podejmowanie decyzji, podstawy metodyczne i zastosowania. Wyd. Akademicka Oficyna Wydawnicza EXIT, Polskie Towarzystwo Badań Operacyjnych i Systemowych, Instytut Badań Systemowych PAN, Wyższa Szkoła Informatyki Stosowanej i Zarządzania, Warszawa 2004. Seria: Problemy Współczesnej Nauki, Teoria i Zastosowania. Badania Operacyjne i Systemowe. ISBN 83-87674-73-7.
- Kulikowski R., Bubnicki Z., Kacprzyk J., red., Systemowo-komputerowe wspomaganie zarządzania wiedzą. Wyd. Akademicka Oficyna Wydawnicza EXIT, Warszawa 2006. Seria: Problemy Współczesnej Nauki, Teoria i Zastosowania. Informatyka. ISBN 83-60434-04-2.